# Bernhard Glaeser
Bernhard Glaeser (* 11. Februar 1941 in Chemnitz) ist ein deutscher Sozialwissenschaftler und Professor für Humanökologie. Er war von 1987 bis 2017 Vorsitzender der Deutschen Gesellschaft für Humanökologie, seither ihr Ehrenpräsident.

## Forschung
Glaeser, der an den Universitäten Heidelberg, München und Hamburg, Wirtschaftswissenschaften und Philosophie studierte, war ab 1976 Projektleiter im Internationalen Institut für Umwelt und Gesellschaft am Wissenschaftszentrum Berlin für Sozialforschung. Er forscht zu Fragen der Mensch-Umwelt-Interaktion. Sein Schwerpunkt liegt dabei seit Mitte der 1990er Jahre auf der nachhaltigen Entwicklung von Küsten und dem Verhältnis deren Bewohner mit der Natur. 1993 habilitierte er an der Freien Universität Berlin in den Sozialwissenschaften.

## Mitgliedschaften und Lehre
Bernhard Glaeser war von 1995 bis 1998 Professor für Humanökologie an der Universität Göteborg. 
2005 wurde er in das internationale Scientific Steering Committee (SSC) von LOICZ (Land Ocean Interactions in the Coastal Zone) berufen. Im gleichen Jahr wurde er vom Bundesministerium für Bildung, Wissenschaft und Kultur der Republik Österreich (dem „Zukunftsministerium“) als Gutachter für den Projektbereich „Kulturlandschaftsforschung“ berufen. Zudem berief der Schweizerische Nationalfonds zur Förderung der wissenschaftlichen Forschung  ihn als Gutachter der Abteilung Geistes- und Sozialwissenschaften. An der Universität Klagenfurt (Österreich) lehrt er in dem „Virtuelle Kollegium Sozialökonomie“  mit dem Schwerpunkt Umweltwissenschaften. 

## Publikationen
- Glaser & Glaeser (2012): ‘The Social Dimension in the Management of Social-Ecological Change’, In: Kremer, H. Pinckney, J(eds.), Treatise on Estuarine and Coastal Science, Vol. 11: Integrated Management of Estuaries and Coasts. München, Elsevier
- Bernhard Glaeser, Parto Teherani-Krönner (Hrsg.) (1992): Humanökologie und Kulturökologie V S Verlag für Sozialwissenschaften, ISBN 9783531123752